# Lednice (zámek)
Zámek Lednice (německy das Schloss Eisgrub) se nachází v obci Lednice na pravém břehu Dyje, přibližně 12 km východně od Mikulova, v Jihomoravském kraji. Zámek s rozlehlou zahradou patří mezi nejkrásnější komplexy v České republice. Lednické panství získali na přelomu 13. a 14. století Lichtenštejnové a patřilo jim bezmála 700 let.
Dnešní podobu získal zámek při rozsáhlé rekonstrukci z poloviny 19. století ve slohu imitujícím anglickou tudorovskou gotiku. Zámek byl poprvé postaven již v 16. století v renesančním stylu. Významnou úpravou prošel zámek koncem 17. století, kdy byl barokně upraven podle plánů významného italského architekta Domenica Martinelliho a rakouského Johanna Bernharda Fischera z Erlachu. Zahrada kolem zámku existovala už v 16. století.
Rod Lichtenštejnů vtiskl tomuto místu nezaměnitelnou podobu. Již od dob renesance bylo jejich sídlo v Lednici zamýšleno jako letní a především reprezentační prostor, do kterého zvali své návštěvy a kde se chlubili tím nejzajímavějším co rod získal. Součástí zámku byly sbírky uměleckých předmětů a soupravy luxusního nábytku napodobujícího čínský styl. Vrcholem byla poslední novogotická přestavba, kdy byla především ve společenských sálech vytvořena výzdoba interiérů s vyřezávanými kazetovými stropy, obložením a zdobenými parketami. Prostory byly doplněny historickým nábytkem a barevnými textilními tapetami. Ve většině společenských prostorů jsou postaveny mramorové krby. Zajímavou součástí vybavení je i pozoruhodné, samonosné točité šestatřicetistupňové dřevěné schodiště v knihovně, které vedlo do apartmánů knížat a bylo vyrobeno bez použití jediného hřebíku. Zcela mimořádným se stal zámek také z hlediska technického vybavení – již okolo roku 1850 zde byly vytvořeny koupelny se splachovacími záchody, s kohouty na teplou a studenou vodu a pro zvýšení komfortu byl vytvořen systém horkovzdušného vytápění. Tepelné trubice probíhají zámkem ze sklepení s několika desítkami kamen na dřevo a uhlí, teplý vzduch procházel z trubic přes mosazné nebo litinové průduchy do mnoha interiérů. Zcela unikátní je také rozdělení jednotlivých místností. Obytná křídla jsou totiž rozdělena na, na sebe navazující, knížecí pokoje a paralelně s nimi jsou vytvořeny pokoje pro služebnictvo, tak aby bylo vždy po ruce.
Velká pozornost byla vždy také věnována okolí zámku. Rozkládá se zde rozsáhlý zámecký park vybudovaný na počátku 19. století. V parku se nachází mnoho vzácných dřevin, rybníků a pozoruhodných staveb: maurský Minaret z roku 1798, Janův hrad – pseudogotická napodobenina hradní zříceniny, nebo Lovecký zámeček. Z pravé strany k zámku přiléhá rozsáhlý skleník postavený v letech 1843 až 1845, ve kterém se nachází i nejvzácnější česká skleníková rostlina – strom 300–500letého cykasu Encephalartos altensteinii.
Lednický zámek se řadí k nejvýznamnějším projevům vrcholného romantismu na území Česka a v prosinci 1996 byl zapsán v rámci celého Lednicko-valtického areálu do seznamu světového a kulturního dědictví UNESCO. Je ve vlastnictví státu (správu zajišťuje Národní památkový ústav) a je přístupný veřejnosti. Je chráněn jako národní kulturní památka České republiky.
Zámek Lednice dlouhodobě patří mezi nejnavštěvovanější objekty v Česku.

## Dějiny

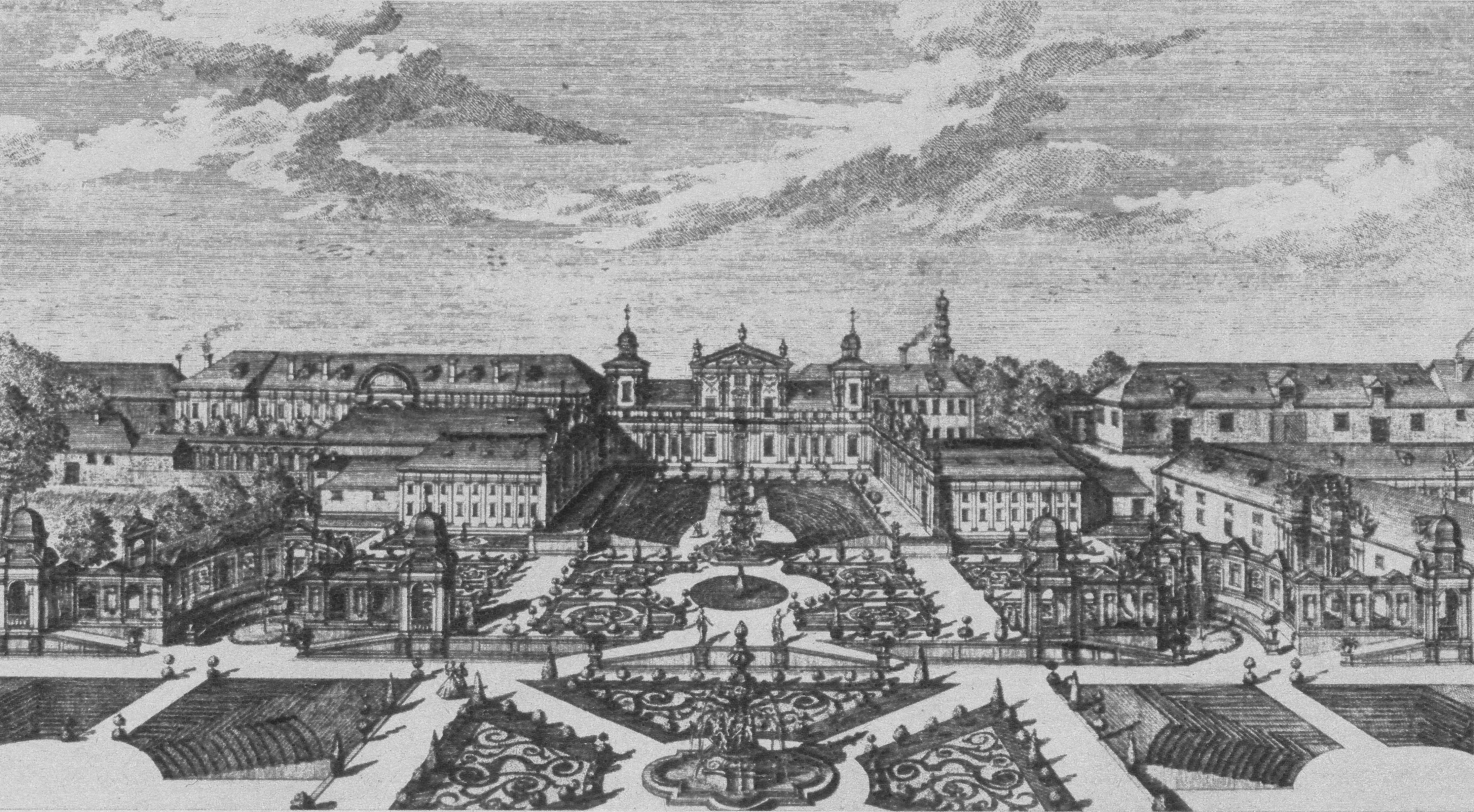
Barokní zámek Lednice v 18. století

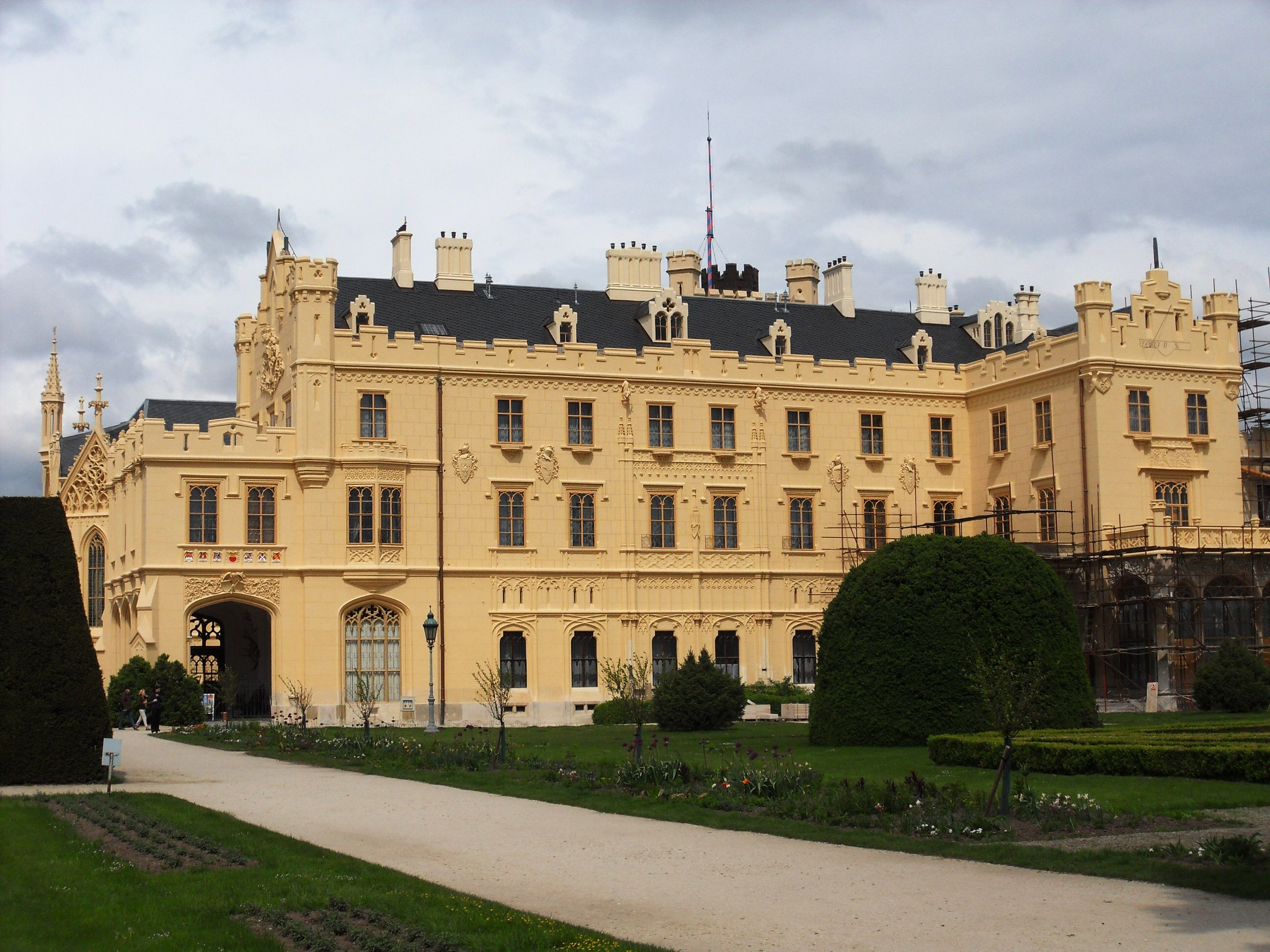
Současný novogotický zámek z parku

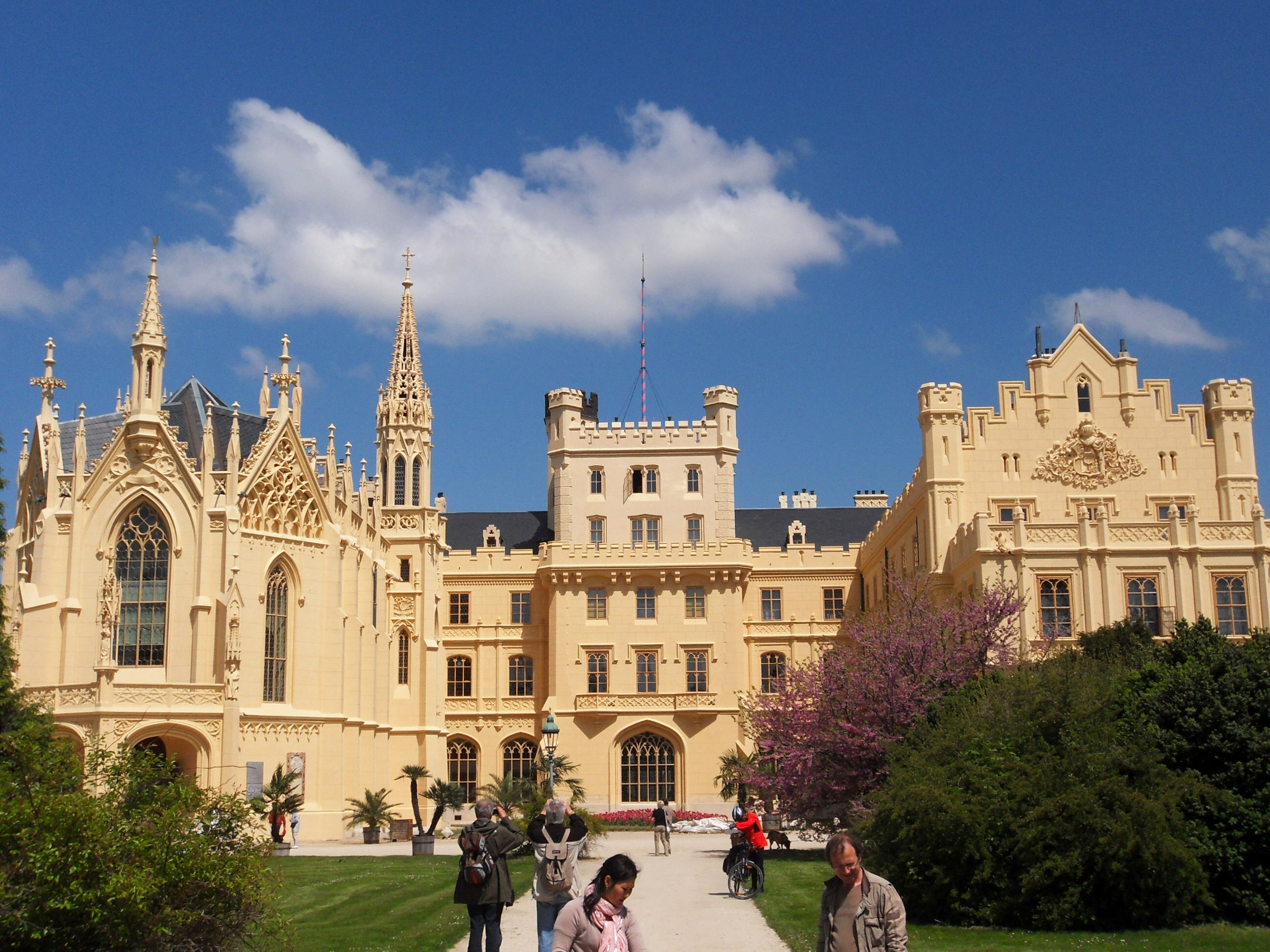
Zámek Lednice

Obec Lednice se připomíná již v listině olomouckého biskupa Roberta z roku 1222. Tehdy patřila místním vladykům Adamarovi a Lipertovi z Lednice, kteří si zde zřejmě brzy poté vybudovali tvrz. Tvrz měla střežit významný přechod při řece Dyji na cestě spojující sever s jihem. Nedrželi ji ale dlouho, protože již v roce 1244 předal král Václav I. Lednici Sigfriedovi Waisemu (Sirotkovi). V roce 1322 postoupil Ortlín Sirotek tvrz s dvorem Janovi z Lichtenštejna. Celé panství Lednice rod Lichtenštejnů získal až okolo roku 1370. V držení Lichtenštejnů zůstala Lednice – s krátkou přestávkou v letech 1571–1576, až do roku 1945, zpočátku jako léno (1322–1582), později jako vlastnictví. Stala se střediskem lednického panství, které spolu s Valticemi a Břeclaví tvořilo komplex lichtenštejnských držav na jižní Moravě. Lednici vlastnilo postupně celkem 11 pánů z Lichtenštejna a 13 knížat z Lichtenštejna.
V 16. století vlastnil Lednici Kryštof z Lichtenštejna zvaný Rozmařilý. Ten část mikulovského panství, pod nějž Lednice spadala, roku 1560 prodal uherskému šlechtici Lászlovi Kerecsényimu. Roku 1571 kupuje jeho syn Kristóf Kerecsényi zbytek mikulovského panství i s tehdejší Lednicí. Kristóf ale záhy umírá bez potomstva, a mikulovské panství připadá odúmrtím císaři Maxmiliánu II. Habsburskému. Ten se rozhodl roku 1575 prodat menší polovinu panství se zámkem zpátky Lichtenštejnům, konkrétně Hartmanu II. z Lichtenštejna. Druhou, větší polovinu s Mikulovem prodal Adamu z Ditrichštejna. Hartmann II. je představitelem valtické větve, která zůstala poslední přeživší linií Lichtenštejnů (původně byla hlavní větví linie mikulovská, která zanikla po prodeji Mikulova rodu Dietrichštejnů). Za jeho panování prošla gotická tvrz první významnou přestavbou na renesanční zámek. V této době zřejmě vznikla velká zahrada kolem objektu.
Roku 1601 se Lednice stala rodovým majetkem Lichtenštejnů a jako nejstarší ji zdědil Karel I. z Lichtenštejna (1569–1627), zakladatel tzv. karolinské větve, který byl roku 1608 povýšen do knížecího stavu (za jeho oddanost, oblibu a finanční výpomoc pozdějšímu císaři Matyášovi mu byl udělen titul knížete, který směl od té doby užívat nejstarší člen rodu). To s sebou přineslo velký rozmach moci a majetkové zisky. Na Lednici se to odrazilo rozšířením zámku a dostavbou rozsáhlého komplexu hospodářských budov jakož i zvelebením parku. Karlem I. byla založena lichtenštejnská primogenitura, která vlastnila zámky Lednice a Valtice až do konce 2. světové války. 

Po Karlově smrti roku 1627 majetek přešel na jeho syna Karla Eusebia z Lichtenštejna, který se věnoval rozsáhlým úpravám lednicko-valtického panství. V Lednici vyrostl rozsáhlý komplex zámku i hospodářských budov. Karel Eusebius se snažil povolat do Lednice významné umělce. Na zámku působil např. štukatér Bernard Bianchi, dvorní kameník Petr Materna a stavitel Petr Tencalla se podíleli na budování lednického parku vypracováním návrhů na zřízení několika kašen. V roce 1635 byla dále k výzdobě parku vystavěna osmiboká kašna s vodotryskem od Wolfa Grubera. Současně se Karel Eusebius postaral i o vybudování oranžérie, předchůdkyně dnešního proslulého lednického skleníku. Karel Eusebius zde založil tradici pěstování pomerančů, pomerančovníky zůstaly chloubou Lichtenštejnů v Lednici až do 90. let 19. století. V 70. letech 20. století v zahradě za zámkem nalezeny pozůstatky závlahových rozvodů z tohoto období. Voda do vodních děl a kašen byla přiváděna ze mlýna v nedalekém Nejdku trubkami z tvrdého dřeva staženého železnými pásy. V roce 1643 toho zásobování nahradila zámecká vodárna. Lednický zámek měl být honosným sídlem, které by zpříjemňovalo život šlechtické společnosti.  

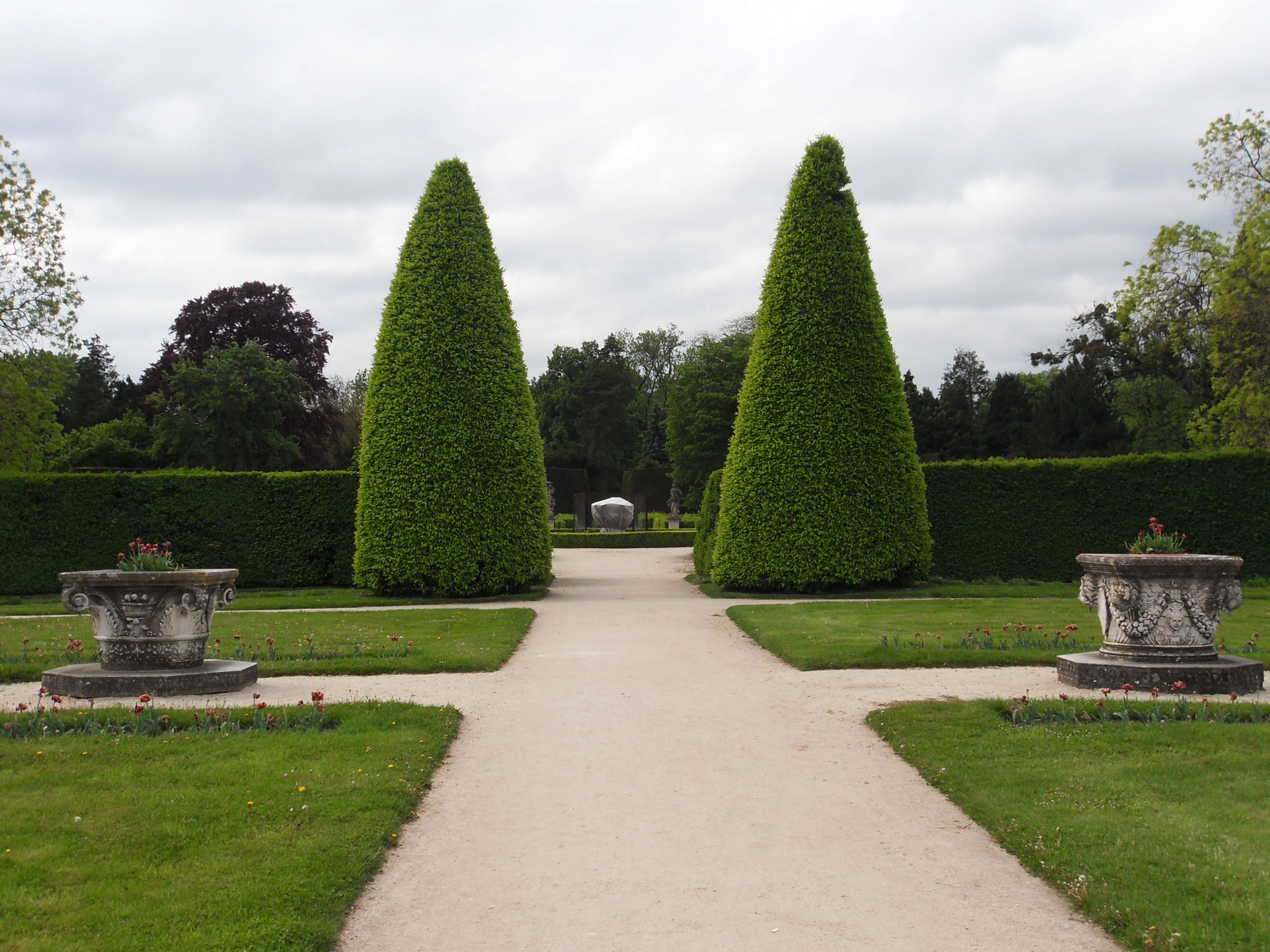
Francouzský park lednického zámku

Dalším majitelem se stal roku 1684 Jan Adam I. z Lichtenštejna, který Lednici vlastnil až do roku 1712. Za jeho vlády prodělala Lednice rozsáhlou přestavbu. Proslulý architekt Johann Bernhard Fischer z Erlachu se podílel na projektu zámecké jízdárny a stájí a snad také on a po něm od roku 1690 Domenico Martinelli podstatně zasáhli do úprav stavby. Tak vznikl barokní zámek s jízdárnou i rozsáhlou zahradou. Lednice pak přešla do držení Antonína Floriána z Lichtenštejna. V roce 1715 vybudována uprostřed lednicko-hlohoveckých rybníků lednicko-valtická alej, která spojila obě panská sídla, Lednici a Valtice. Bylo vysázeno 2201 stromů, například lípy, jírovce, lípy a topoly. V roce 1717 byl u zámecké rezidence zřízen nový, 180 m dlouhý rybník. Zámek rozšířil o druhé nádvoří tím, že přibyla dvě jižní křídla a na místě zbořeného kostela byl vystavěn farní kostel sv. Jakuba a proti němu obytné křídlo. Mezi zámkem a jízdárnou vznikl čestný dvůr, který se zachoval dodnes.  
Roku 1772 zdědil lednické panství František Josef I. z Lichtenštejna. Za jeho vlády došlo v 70. letech 18. století k úpravám zámku v duchu klasicismu. Z tohoto období se zachovala mramorová výzdoba rodinného sálu v prvním patře. Františkův syn Alois I. z Lichtenštejna byl velkých obdivovatelem anglického romantismu a proto nechal v okolí zámku vytvořit zahradu v angločínském stylu. Byla vytvořena soustava na sebe navazujících obrazců, které tvořily ze stromů a keřů hvězdy nebo různé zednářské motivy. Nejvýznamnějším počinem byla stavba Minaretu, kterou navrhl tehdejší stavební ředitel a hlavní architekt Josef Hardmuth. Alois vládl do své smrti roku 1805, kdy panství zdědil jeho bratr Jan I. z Lichtenštejna.

Jan I. v letech 1805–1811 nechal realizovat rozsáhlé úpravy parku na přírodně krajinářský anglický park. Autorem plánu byl knížecí hospodářský rada a zahradní architekt Bernhard Petri. Tehdy dochází i k přeložení řečiště Dyje za úroveň budovy Minaretu. Rakouský zahradník Joseph van der Schott vedl lichtenštejnskou botanickou expedici do severní Ameriky s cílem získat exotické dřeviny. Proběhla i stavba zahradních staveb a jiných staveb v okolí jakými jsou umělá zřícenina Janova hradu z roku 1807, Apollonův chrám z roku 1817, Tři Grácie z roku 1825, Hraniční zámek z roku 1816 nebo Rybniční zámek z roku 1816. V roce 1815 provedl architekt Josef Kornhäusel stavbu zahradního křídla zámku v empírovém slohu. Spojení mezi oranžerií a zámkem tvořil květinový sál (dnešní prostor u pokladny skleníku). Za ním se rozprostírala kruhová jídelna (dnes červený salon), z níž se napravo vcházelo do velkého kulečníkového sálu (modrý sál) a nalevo do hudebního sálu (tyrkysový sál). Květinový sál se při různých příležitostech upravoval a měnil v zámecké divadlo, které se těšilo značné popularitě, protože zde hráli významní umělci z blízké Vídně. 

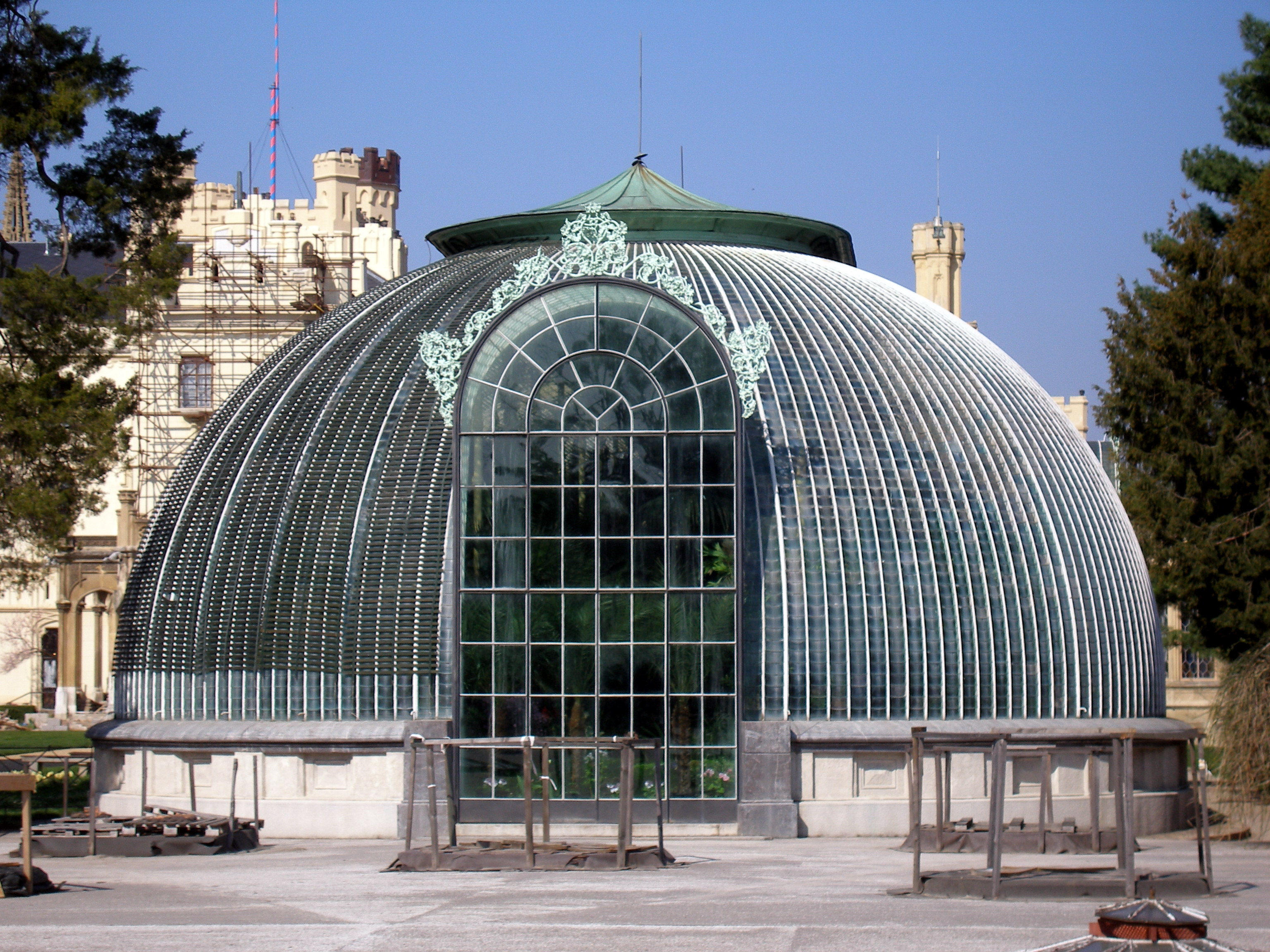
Palmový skleník u zámku Lednice

Od roku 1836 patřila Lednice Aloisovi II., jenž byl císařským vyslancem na korunovaci britské královny Viktorie. Alois II. plánoval rozsáhlou přestavbu zámku, která měla z Lednice udělat letní sídlo ve stylu anglických venkovských sídel. Alois II. byl sběratelem grafický listů a akvarelů anglického Josefa Nashe, které pravděpodobně knížete v přestavbě inspirovaly. Nejprve bylo zahradní křídlo zámku v letech 1843–1845 doplněno budovou skleníku, který podle vzoru londýnské zimní zahrady projektoval Angličan Peter Hubert Desvignes (1804–1883 ). V letech 1846–1858 se pak přestavovala samotná budova zámku. Vznikl objekt s nádhernou ukázku tudorovské novogotiky; realizátor přestavby, lichtenštejnský dvorní architekt Jiří Wingelmüller (1810–1848), byl za účelem studia tohoto slohu dokonce vyslán do Anglie.

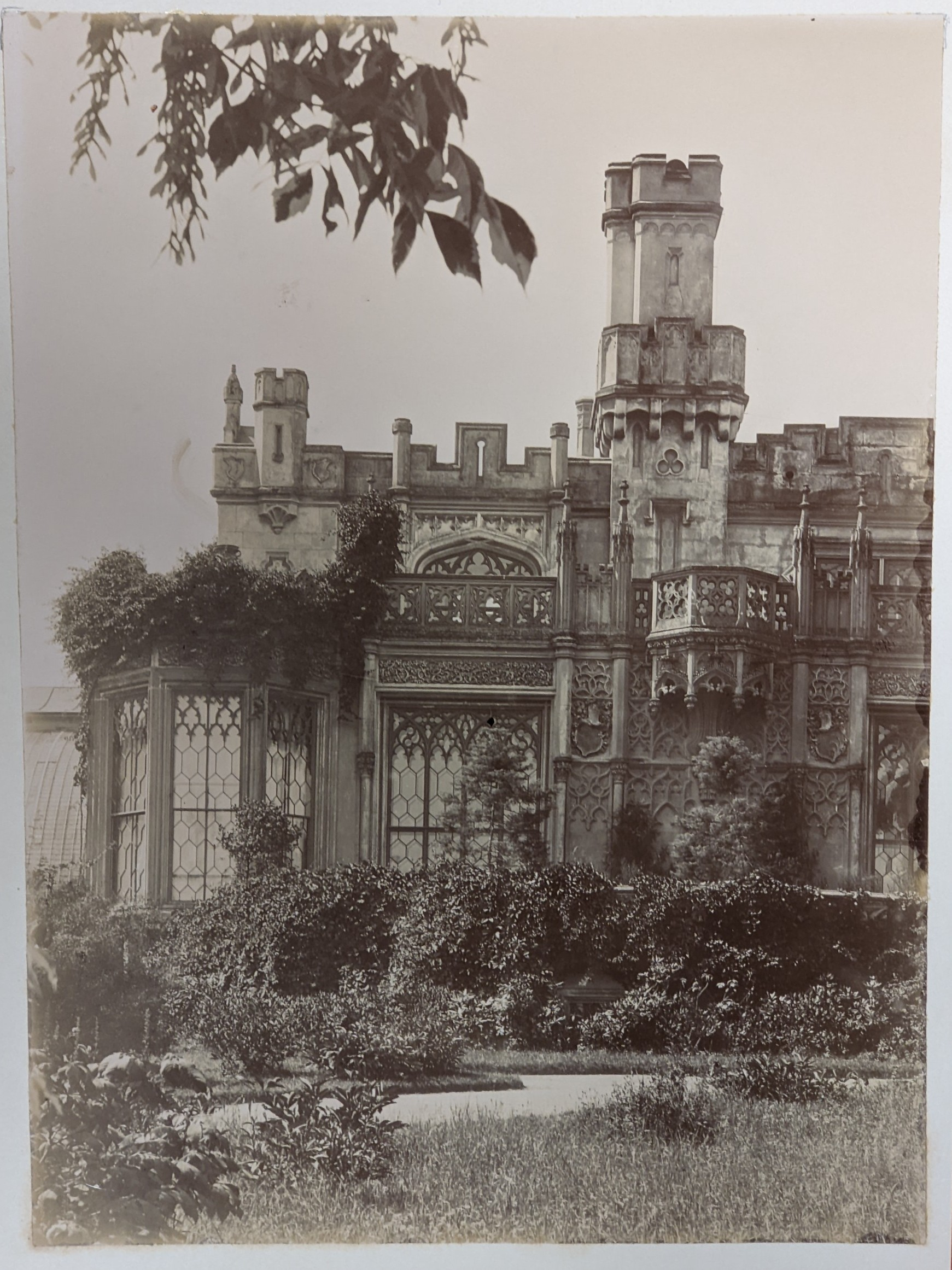
Zahradní křídlo zámku před 1. světovou válkou

Roku 1858 Alois II. zemřel a téhož roku nabyl plnoletosti jeho syn Jan II., který Lednici vládl 71 let až do roku 1929, kdy panství přešlo a na jeho bratra Františka (1853–1938). Po první světové válce uvalilo ministerstvo zemědělství v Praze na břeclavské a lednické panství nucenou správu a správcem jmenovalo Jarolíma Filipa, ředitele Moravské agrární banky v Brně.
Posledním lichtenštejnským držitelem Lednice byl dědic bezdětného knížete, jeho prasynovec František Josef II. (1906–1989). František Josef zorganizoval během let 1944 a 1945 úspěšný odvoz nejvzácnějších exponátů lednické sbírky do Vídně a Vaduzu. Unikly tak před blížící se frontou.
V dubnu roku 1945 obsadili zámek vojáci Rudé armády. Vojáci poničili apartmán knížete, spálili část zámeckého archivu a poničili tapety v apartmánu kněžny. Na zámku byly uloženy také archivy několika rakouských institucí, nacisté je sem převezli kvůli obavám z bombardování Vídně. Podle vzpomínek vyhazovali vojáci celé balíky archiválií z oken, pod nimiž je následně sbíral a spolu s dalšími vzácnými předměty zachraňoval pobývající akademický malíř Rudolf Gajdoš. K větší destrukci stavby zámku nedošlo. Pracovníkům ministerstva kultury byl vyjednán vstup do zámku až v prosinci 1945.
Podle vzpomínek místních obyvatel vybavení zámku i po odchodu vojáků dále mizelo. Došlo k několika vandalismům, byl odnášen především nábytek malé velikosti (židle, malé stoly). Ke krádežím došlo i v budově Minaretu, kdy zámek přišel o cenné výstavní exponáty.  
Roku 1945 byl Lichtenštejnům zámek Lednice, stejně jako ostatní panství v českých zemích, zkonfiskován státem na základě tzv. Benešových dekretů. Na základě sčítání lidu v roce 1930 byla rodina Lichtenštejnů totiž zapsána jedním ze správců panství jako příslušníci německé národnosti. Otázkou oprávněnosti tohoto kroku se zabývalo od Sametové revoluce mnoho soudních řízení a zatím vždy skončilo pro rod Lichtenštejnů neúspěšně. Kníže František Josef II. sice udržoval s Třetí říší diplomatické vztahy, například ale v Lichtenštejnsku zabránil nacistickému puči. Počínání knížete by se z dostupných historických pramenů dalo číst spíše jako pragmatické než jako ideologicky (pronacisticky) motivované. Cílem Františka Josefa bylo získat zpět rodový majetek, k jehož udržení byli členové šlechtických rodin přirozeně motivovaní od dětství. Jednáním s nacisty, dary a dopisy s blahopřáním se Lichtenštejnové snažili o revizi pozemkové reformy z 20. let 20. století, kdy rod přišel o velkou část majetku v Čechách a na Moravě. Dále je v historické literatuře popsána snaha o poněkud kontroverzní připojení lednicko-valtického panství do Třetí říše, jelikož zůstalo rozděleno na hranici s Protektorátem. Obecně se ale dá říci, že situace knížete Františka Josefa byla velmi složitá. Jednak kvůli jeho původu, jeho matkou byla arcivévodkyně Alžběta Amálie Habsbursko-Lotrinská, nevlastní sestra zavražděného Františka d'Este, což si nacisté velmi dobře uvědomovali, jelikož si rodinu Habsburků pečlivě hlídali. Jednak se téměř celý majetek rodu nacházel na území válčícího státu a hrozila nacistická okupace i alpského Lichtenštejnska. Širší rodina Lichtenštejnů měla na nacisty různé názory. Dva princové vstoupili do Wehrmachtu, princ Ferdinand pobývající ve Švédsku vydal článek kde obviňoval "...německou vládu, že sama způsobila tuto strašnou nouzi v Evropě..." . Tak či tak, z této doby se dochovaly často pouze některé dokumenty a udělat si celý obrázek o jednáních Lichtenštejnů s nacisty zkrátka není možné. Velká část korespondence a dalších dokumentů byla uložena ve Vídni nebo byla archivem pražského Bodenamtu – v obou případech byly dokumenty buď částečně, nebo úplně zničeny.
Zámek byl částečně otevřen veřejnosti už roku 1948. V 70. letech 20. století probíhala oprava a restaurace reprezentačních sálů. Po Sametové revoluci se dlouholeté kastelánce Ivaně Holáskové podařilo zpřístupnit z původních 8 místností prvního okruhu rovnou 4 samostatné okruhy. Došlo postupně k rekonstrukci fasády zámku a opravě novogotických reliéfů. Podařilo se také kompletně zrekonstruovat budovu Minaretu a do přibližné podoby z roku 1890 se vrátil vzhled zámeckých zahrad. Po několika letech rekonstrukce byl veřejnosti zpřístupněn i palmový skleník.

## Stavba

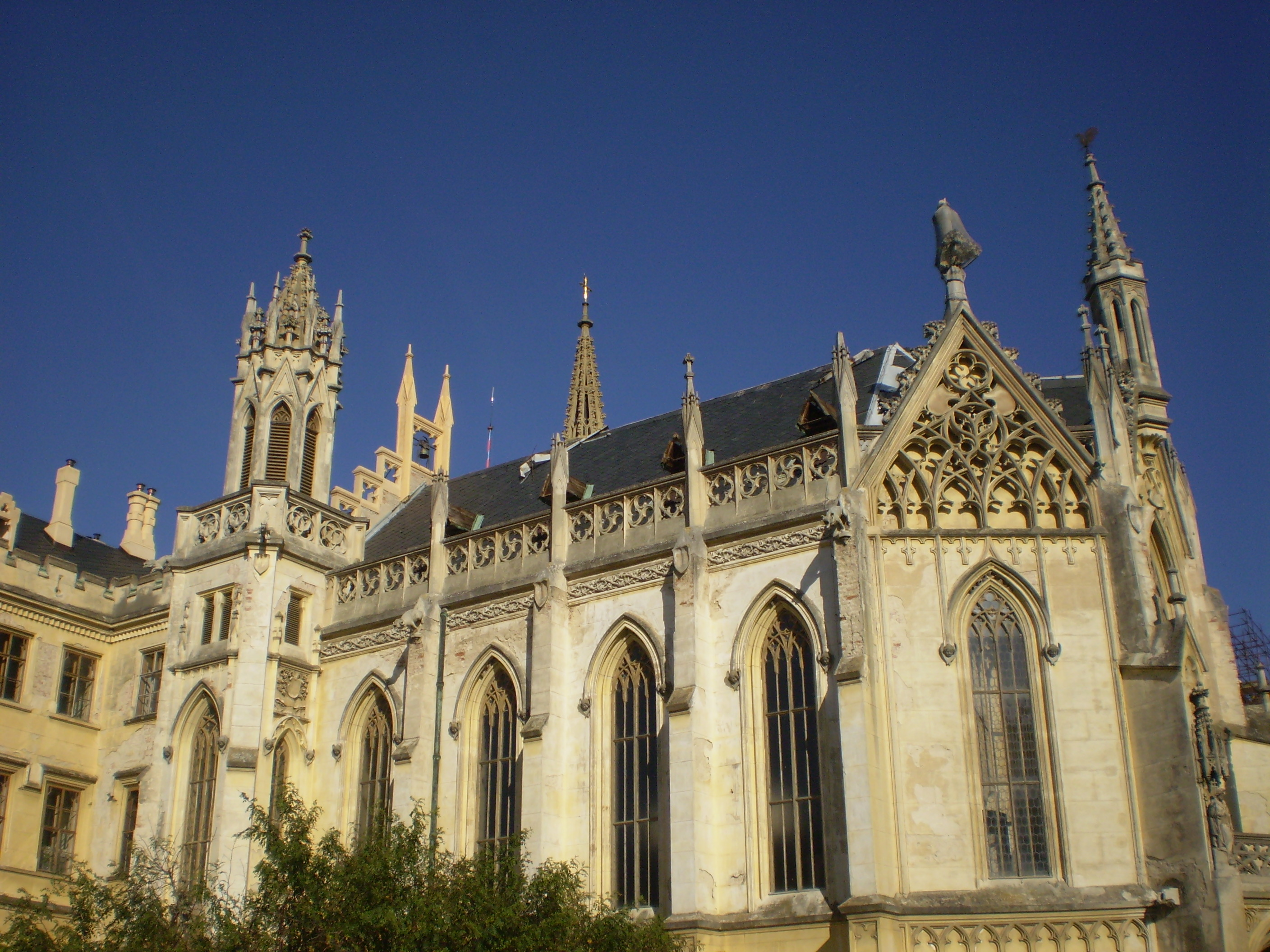
Zámecká kaple

Zámek Lednice spadá pod správu Národního památkového ústavu.

### Exteriéry
Kolem roku 1220 vznikla gotická tvrz s dvorcem za účelem střežení významného přechodu při řece Dyji na cestě spojující sever s jihem.
V 16. století za Hartmanna II. z Lichtenštejna byl postaven renesanční zámek ve stylu italských vil a tehdy byla také založena zahrada.
Za Karla I. byla Lednici určena úloha letní rezidence rodu Lichtenštejnů.
V letech 1632–1633 za Karla Eusebia proběhla na zámku přestavba, kterou pravděpodobně vedl architekt Giovanni Giacomo Tencalla.
Na konci 17. století byl na severozápadní straně zámeckého parku vystavěn, podle projektu Johanna Bernharda Fischera z Erlachu, barokní komplex jízdáren a koníren, kterému se říkalo „zámek hřebců“.
Dnešní vzhled Lednici vtiskla přestavba v letech 1846 až 1858, kdy byl zámek nově upraven v tehdy moderním novogotickém slohu. Tehdejší držitel Lednice Alois II. z Lichtenštejna (1796–1858), pověřil v roce 1845 vídeňského architekta Jiřího Wingelmüllera přestavbou svého zdejšího letního sídla v „novém gotizujícím slohu“.

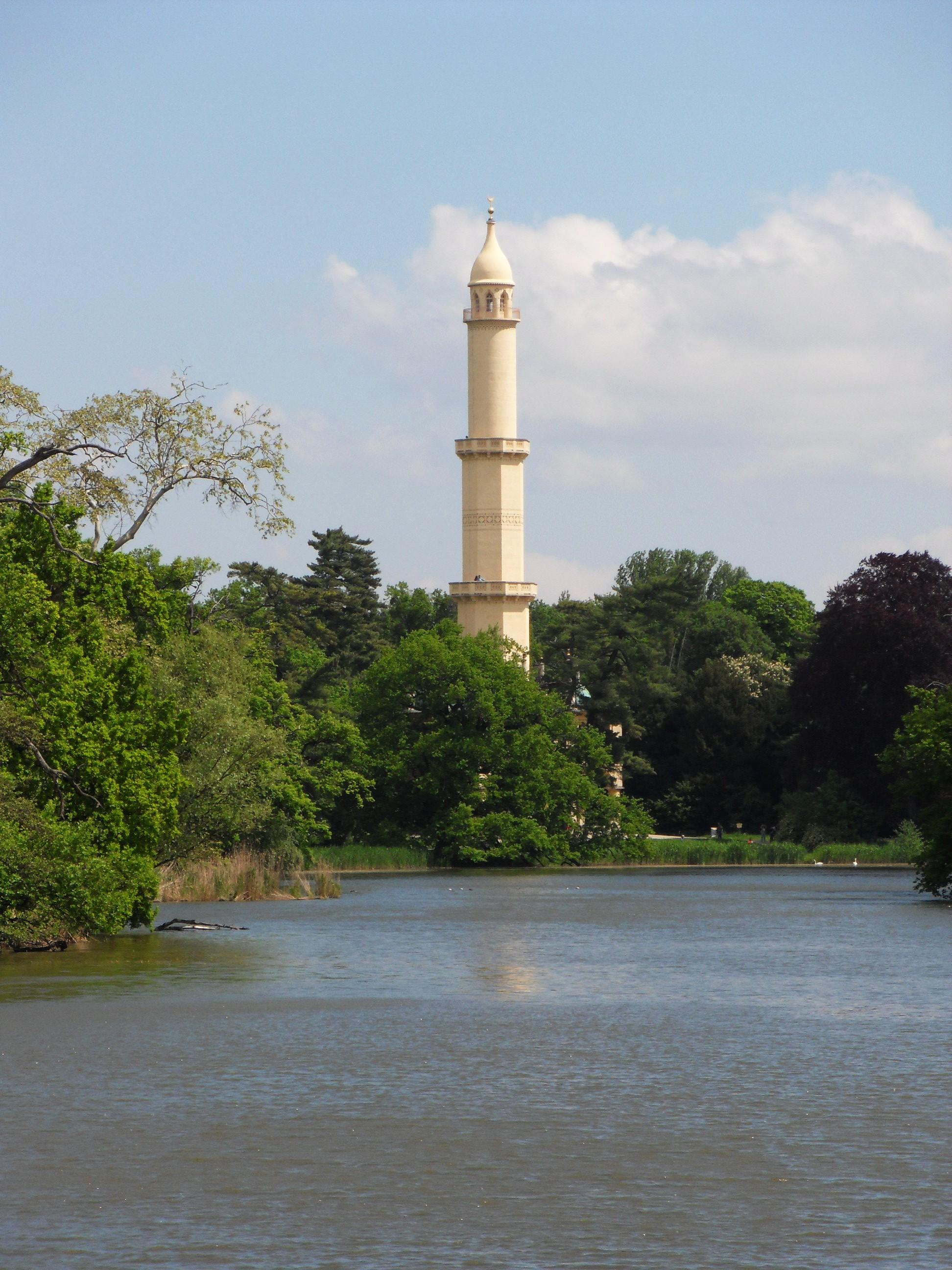
Rybník v zámecké zahradě a minaret, což je jeden z mála dochovaných příkladů maurského slohu v Česku

Součástí zámku je pravidelná zahrada francouzsko-italského typu se skleníkem a rozsáhlý krajinářský park typu anglického s unikátní sbírkou stromů a četnými romantickými stavbami, z nichž nejvíce vyniká Minaret, ojedinělá architektonická památka vystavěná podle projektu Josefa Hardmutha v letech 1797–1804. Jedná se o jediný dochovaný příklad maurské architektury v Česku. Na začátku 19. století byl před zámkem vyhlouben rybník, ve kterém bylo navršeno 16 ostrovů, některé jsou propojeny mosty. Park obsahuje zhruba 500 druhů rostlin. Zahrada v Lednici je domovem celé řady druhů vodního ptactva, na jaře zde hnízdí několik desítek párů čápů.
Zámecký park navazuje loukami přímo na okolní krajinu. V okolí se nacházející další stavby Lednicko-Valtického areálů navozují dojem, že zahrada parkem nekončí a pokračuje dál až k zámku ve Valticích. Právě díky tomuto unikátnímu propojení byl areál zapsán do seznamu světového a kulturního dědictví UNESCO. Jedná se o největší člověkem komponovanou krajinu (zahradu) na světě.

### Palmový skleník
V letech 1843–1845 byl na východní straně zámku postaven 92 m dlouhý, 13 m široký a 10 m vysoký skleník s litinovou konstrukcí, projektovaný architektem Jiřím Wingelmüllerem. Na stavbě se podílel anglický konstruktér Peter Hubert Desvignes (1804–1883). Pokrývá ho 52 tisíc kusů skleněných tašek ve tvaru rybích šupin. Litinové sloupy mají tvar bambusu. Skleník, který vyšel na 160 tisíc zlatých, vytváří předěl mezi parterovou a přírodně krajinářskou částí zámeckého parku. Uvnitř se pěstuje cca 250 druhů tropických a subtropických rostlin. Zájem vzbuzuje především cykas Encephalartos altensteinii, jehož stáří se odhaduje na 300 až 500 let. Tvrzení, že rekonstrukce skleníku v 90. letech nebrala ohled na význam zdejších rostlin se ukázalo nepravdivým, byla podniknuta různá opatření k zabezpečení této cenné rostliny. Vzhledem k jejím velkým rozměrům ji však nebylo možné vyvézt z rekonstruovaného skleníku a došlo tak k částečnému poškození růstového vrcholu tohoto stromu, které ovšem nemá vliv na jeho vzhled a zřejmě ani na další jeho existenci. 

### Interiéry
Zámek má několik křídel. Hlavní obytné křídlo tvoří centrální část zámku. Směrem k anglickému parku a jízdárnám vybíhá původní křídlo pro služebnictvo. První boční křídlo otočené kratší délkou k náměstí sloužilo pro zámeckou kuchyni. Prostřední boční křídlo je zmíněnou zámeckou kaplí, která je kostelem sv. Jakuba. Poslední boční křídlo s kaplí uzavírá malé nádvoří a sloužilo jako obytné. U skleníku je postaveno poslední "zahradní" křídlo ukrývá v přízemí reprezentační sály.

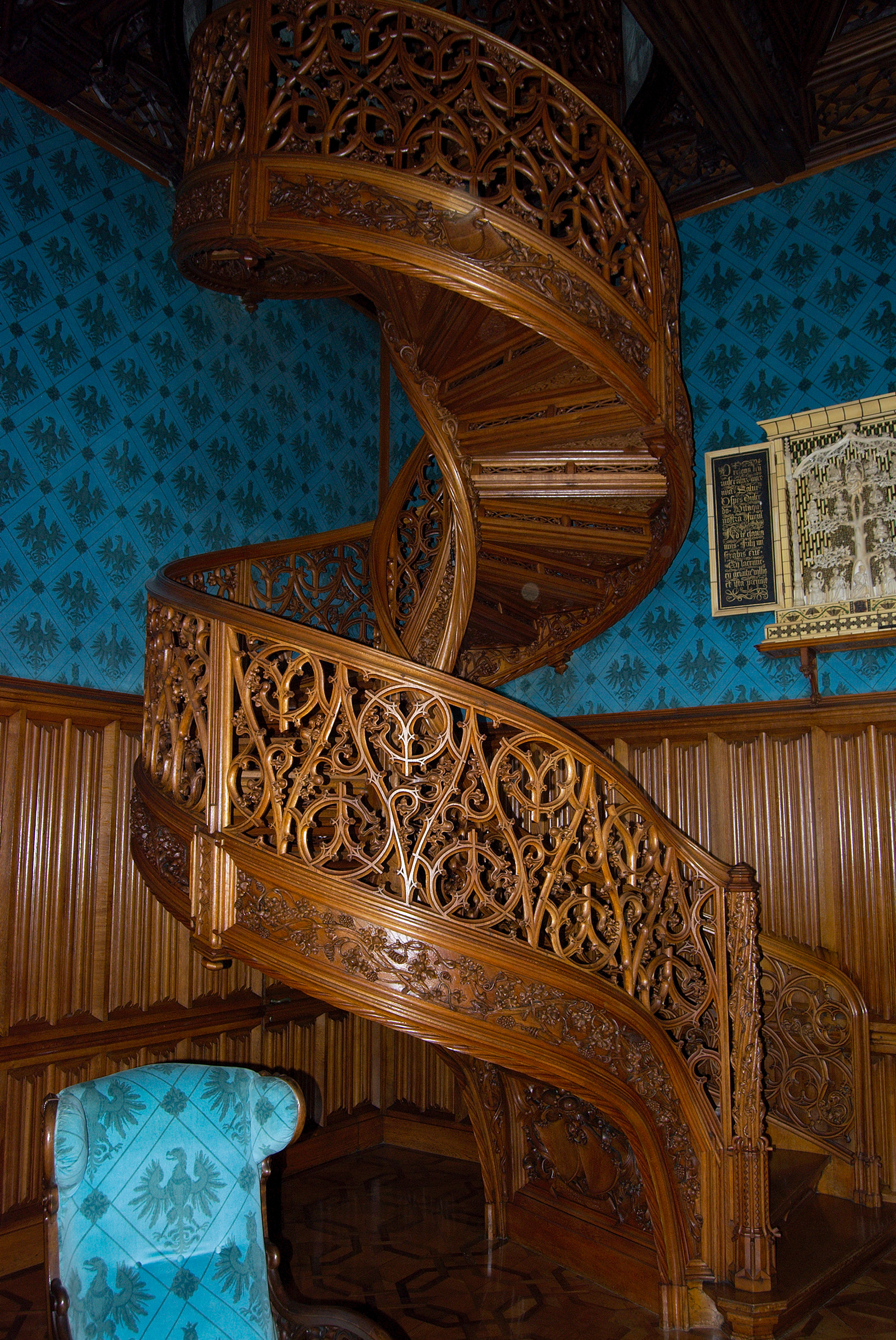
Točité schodiště v knihovně

Reprezentační sály zámku charakterizují vynikající řezbářské a truhlářské práce uplatněné v romantických interiérech na podlahách, obložení stěn a stropech. Jednou z nejzajímavějších místností přízemí zámku je vstupní hala, jíž vévodí vyřezávané dřevěné schodiště zabudované jen do zdi a obrovský mosazný lustr se 116 rameny. Elektrifikován byl v roce 1903 firmou SIEMENS. Váží 690 kg. Celé přízemí je opatřeno velkými okny, které umožňují návštěvníkovi spatřit zákoutí lednického parku. V přízemí se v dnešní době nachází například:
- reliéf stromu života ze slonové kosti
- lovecký salón s mořskými orly a dřevěnou hlavou kozoroha a jednorožce a komnata s africkými trofejemi.
- čínský kabinet s původními ručně malovanými tapetami
- letní jídelna s cínovým nádobím a krásnou zámeckou knihovnou s kazetovým stropem z lipového a dubového dřeva a s bohatě vyřezávaným točitým schodištěm vyrobeným z jednoho stromu
- soukromé apartmá kněžny Františky z Lichtenštejna.
- velký obraz J. Schlössera Perseus a Andromeda v tanečním sále

První patro sloužilo rodině Lichtenštejnů k soukromým apartmánům. Centrálním prostorem je Sál předků (nebo také Rodinný sál) s navazujícím balkónem otočeným k minaretu. V zahradním křídle byla vybudována malá obrazárna a apartmán kněžny s čínským obývacím pokojem.

## Prohlídkové trasy
| Rok  | Počet návštěvníků |
| ---- | ----------------- |
| 2015 | 405 265           |
| 2016 | 430 406           |
| 2017 | 437 783           |
| 2018 | 394 057           |
| 2019 | 389 620           |

### 1. prohlídková trasa – Reprezentační prostory
Prohlídka trvá asi 50 minut a jedná se o následující sály a pokoje v přízemí zámku: 1/ vstupní hala, 2/ Lovecký salonek, 3/ koupelna, 4/ předpokoj, 5/ Modrý pokoj, 6/ Dámská ložnice, 7/ čínský pokoj a kabinet, 8/ Rytířský sál (Velká jídelna), 9/ jídelna, 10/ knihovna, 11/ Tyrkysový společenský sál, 12/ Červený kuřácký salon, 13/ Modrý taneční sál.

### 2. prohlídková trasa – Soukromé apartmány
Prohlídka trvá asi 50 minut a jedná se o soukromé knížecí apartmány v prvním patře zámku, které byly využívány Lichtenštejny až do znárodnění v roce 1945. Od 50. let 20. století až do roku 2001 zde byly vystaveny exponáty zemědělského muzea. Následnou rekonstrukcí se došlo k podobě odpovídající poslední třetině 19. století. Rekonstrukci a reinstalaci napomohl soupis inventáře z roku 1885. Mezi navštívené prostory patří: apartmán Žofie, provdané Esterházyové (1798–1869), sestry vládnoucího knížete Aloise II. (1796–1858, knížetem v letech 1836–1858), později tyto tři místnosti využívala její neteř Aloisie, provdaná Fünfkirchenová (1838–1920). Součástí prohlídky je také Rodinný sál, apartmán prince Františka (1853–1938), nejmladšího syna Aloise II., a apartmán (pracovna, ložnice) Františky, rozené Kinské (1813–1881), manželky Aloise II.

### 3. prohlídková trasa – Dětské pokoje a Muzeum loutek
V roce 2011 byly ve druhém patře zámku zpřístupněny autenticky zařízené pokoje princů a princezen z Lichtenštejna, vybavené původním nábytkem a historickými hračkami. První část prohlídky zahrnuje hernu a učebnu, salonky malých princezen a ložnici knížete Jana II. (1840–1929). Druhá část prohlídky představuje největší soukromou sbírku historických loutek v Česku – Muzeum loutek Milana Knížáka.

### 4. prohlídková trasa – Grotta a technický okruh
Nejnovější trasa ukazuje návštěvníkům prostory zámeckého podzemí. Okruh obsahuje prohlídku umělé barokní jeskyně ze 17. století, systému horkovzdušného vytápění z 19. století a elektrorozvodny z doby elektrifikace zámku. 

## Pověsti

### Legenda opraotci Lichtenštejnů
„Praotec Lichtenštejnů, který žil před mnoha stoletími, byl chudý horník a celé dny v podzemních štolách doloval rudu. Byl to člověk poctivý a velmi pracovitý. Svou urputnou prací si však vydělal jen na skromné živobytí. Nikdy si nestěžoval, jenom doufal, že se mu snad povede lépe. Jednou zase kopal v podzemí, když tu se mu zjevila víla. Vzala horníka za ruku a dovedla ho na samý konec dávno opuštěné štoly. Jakmile se zastavila, řekla: „Zde kopej.“ a zmizela. Horník tedy nelenil a pustil se do díla. Sotva párkrát dopadl krompáč na tvrdou skálu, ulomil se z ní krásný kámen. Horník ho zvedl a kámen se mu v dlani rozsvítil jako tisíc hvězd. Byl to drahokam. Praotec Lichtenštejnů chvilku stál s pokladem v ruce a přemýšlel, co s ním provede. Po krátkém zamyšlení usoudil, že drahokam odnese knížeti, kterému patří půda, kde kope. Vydal se na knížecí hrad, stanul před knížetem a předal mu poklad. Kníže byl potěšen horníkovou poctivostí, kámen mu vrátil a k tomu mu ještě přidal kus země, kde horník začal hospodařit jako svobodný pán. Podle drahého kamene si potom on i jeho potomci začali říkat páni z Lichtenštejna (licht = světlý, jasný; stein = kámen).“

## Zámek Lednice v kultuře
V prostorách zámku byla natáčena pohádka Hodinářův učeň.